# Dv8
Dv8 (DV8) ovvero Deviant 8 (devianti 8), spesso chiamati semplicemente The Deviants (I devianti), sono un gruppo di supereroi dei fumetti pubblicato dalla DC Comics sotto l'etichetta WildStorm.
Nato nel 1994 come controparte violenta e malvagia di Gen¹³ è poi passato sotto l'etichetta WildStorm (sempre per la Image), acquistata dalla DC Comics nel 1998; è stato pubblicato in Italia dalla Star Comics quando apparteneva alla Image ed in seguito dalla Magic Press, che detiene i diritti per la pubblicazione della Wildstorm in Italia. La serie, sebbene molto popolare negli Stati Uniti, non ebbe altrettanto successo all'estero e cessò le pubblicazioni il novembre del 1999.

## Trama

Le origini del gruppo nel finale del film animato di Gen¹³

Anni fa, il Governo degli Stati Uniti sperimentò un particolare siero (il Fattore Gen) su alcuni uomini dell'esercito per creare dei supersoldati. Il gruppo, noto come Team 7 acquisì sorprendenti capacità extrasensoriali o capacità fisiche al di là dei limiti umani. Ben presto tuttavia le Operazioni Internazionali (la sezione governativa addetta alla sperimentazione del siero) persero il controllo sul Team 7 (anche detti gen-attivi). Essi infatti non volendo più sottostare al governo e ai suoi intrighi come pedine prive di volontà cambiarono identità e fecero perdere le loro tracce.
Tuttavia essi erano ignari che i superpoteri in loro possesso fossero insiti nel loro DNA e, dunque trasmessi geneticamente alla prole. I loro figli furono dunque contattati uno ad uno da Ivana Baiul, membro delle Operazioni Internazionali messasi a capo del progetto Genesis per gen-attivare i discendenti del Team 7. Il suo progetto criminale fu ostacolato da John Lynch e da quell'incidente nacque Gen¹³; la donna riuscì a fuggire portando con sé sette ragazzi lasciati in ibernazione criogenica, li traviò e ne fece la sua personale task force di psicopatici e deviati (da cui il titolo dell'opera).

## Personaggi

### Dv8
Il gruppo dei Deviant 8 è capeggiato da Ivana e composto dai figli di Stephen Callahan, da lei cresciuti e addestrati, e da altri cinque ragazzi che conducevano una vita normale prima che la forzata attivazione del Fattore-Gen danneggiasse le loro menti. Essi sono:
- Ivana Baiul: Leader del gruppo di antieroi. Non è completamente umana in quanto la maggior parte del suo corpo è composta da protesi meccaniche. È perfida e approfittatrice e spesso si serve di Threshold come giocattolo sessuale.
- Matthew Callahan (noto come Threshold, letteralmente "soglia"): psicotico farmacodipendente dotato di immensi poteri psichici. È il figlio di Stephen Callahan, fratello maggiore di Bliss e fratellastro di Sarah Rainmaker. Tradirà il gruppo dopo aver compreso di essere una pedina in mano a Ivana.
- Rachel Goldman (nota come Sublime): è la figlia di Deathblow e possiede l'abilità di mutare la sua densità corporea fino a divenire dura come un diamante o intangibile.
- Nicole Callahan (nota come Bliss, letteralmente "goduria"): figlia minore di Stephen Callahan, sorella di Threshold e sorellastra di Sarah Rainmaker. È dotata del potere di manipolare i sensi degli esseri umani per agire sui loro ormoni e controllarne le reazioni emotive. Estremamente perversa dal punto di vista sessuale, la sua ninfomania la porta ad essere attratta anche da suo fratello Matt.
- Leon Carver (noto come Frostbite, letteralmente "morso ghiacciato"): capace di assorbire il calore da qualsiasi cosa e lasciarla così in uno stato di assideramento. Diverrà il braccio destro di Ivana dopo il tradimento di Threshold ma, dopo la perdita dei suoi poteri, la donna cercherà di ucciderlo in quanto inutile ai suoi scopi; Carver sarà quindi costretto a falsificare la sua morte per sfuggire alla diabolica inseguitrice.
- Hector Morales (noto come Powerhaus): dotato del potere di emettere steroidi naturali per incrementare la sua massa muscolare e raggiungere una forza sempre maggiore. Può inoltre assorbire l'energia cinetica di un colpo per divenire ancora più forte. Rimane ucciso in una delle prime missioni.
- Gemma "Gem" Antonelli (nota come Copycat): capace tramite il tocco di prendere il controllo della mente di chiunque e fargli (o farle) fare tutto ciò che vuole. La sua psiche è frazionata in una personalità basilare e da altre quattro addizionali, che prenderanno il sopravvento dopo la fuga di Threshold, eliminando la vera Gem dalla mente della ragazza.
- Michael Heller (noto come Evo): giovane mutaforma capace di trasformarsi in un ibrido lupo, pipistrello o anfibio. È apatico e assolutamente insensibile a qualsiasi tipo di emozione.

A seguito dell'abbandono di Threshold e della morte di Powerhaus al gruppo si aggiungeranno sempre più di frequente durante le operazioni anche altri due membri:
- Jocelyn Davis (nota come Freestyle, letteralmente "stile libero"): acrobata fenomenale capace di manipolare le probabilità per creare così un "campo di fortuna" in grado di volgere gli eventi a suo vantaggio. È l'unico membro del gruppo sano di mente.
- Robert "Bob" Thompson (soprannominato Sideways Bob, Bob il perverso in italiano): lo schizofrenico e letale guardiano del gruppo. Ha perso l'occhio destro (durante una missione come agente segreto, nel tentativo di catturare e immobilizzare Ivana stessa, agente segreto della controparte;  riesce a bloccarla a mani nude, ma lei si divincola tramite una trappola laser camuffata dentro gli occhiali da sole, accecandolo. Dv n4) e i capelli in un imprecisato incidente ed ha alle spalle un passato da mercenario. È ossessionato da Sublime, che chiama: "la mia speciale amica sveglia", la ragazza non sa se questo sia un bene o un male. Comunque il suo vero amore resta una feticista devozione per la testa di un manichino di donna, rubata durante una crisi ad una vetrina nel centro della città, a questo oggetto Bob si rivolge con l'amorevole nome "Lucille", passando più tempo con lei a guardare TV,abbracciandola, che con gente reale, è stata anche la prima "persona" che presenta ai DV8 quando entrano nel nuovo appartamento che funge da base. Durante il primo assedio alla base,in un'esplosione, Lucille sembra perduta nella distruzione dello stesso, ma Sublime riesce a recuperarla, guadagnando così la piena simpatia di Bob. (DV n1).

## Altri Media
- Nel film animato di Gen¹³ diretto da Kevin Altieri nel 1999, è presente un cammeo dei Dv8 quando Ivana fugge dalla sede del progetto caricandosi a bordo di un hovercraft alcuni soggetti ibernati. Inoltre nel film è presente un altro personaggio della serie: Threshold, doppiato in originale da Mark Hamill.